# مابل غاي
مابل غاي هي منافسة ألعاب القوى كوبية، ولدت في 5 مايو 1983 في سانتياغو دي كوبا في كوبا.

## وصلات خارجية
- مابل غاي على موقع الاتحاد الدولي لألعاب القوى (الإنجليزية)
- مابل غاي على موقع الدوري الماسي (الإنجليزية)
- مابل غاي على موقع أوليمبيديا (الإنجليزية)